# A kicsi kocsi legújabb kalandjai
A kicsi kocsi legújabb kalandjai (eredeti cím: Herbie Goes Bananas) 1980-as amerikai filmvígjáték. Rendezte Vincent McEveety, a forgatókönyvet Don Tait írta.
Az Amerikai Egyesült Államokban 1980. június 25-én mutatták be, Magyarországon 1987. június 11-én kezdték vetíteni a mozik. Tévében az M1 vetítette új szinkronnal.

## Cselekmény
A mexikói Puerto Vallartában két fiatalember, Pete Stanczek és Davy Johns szerelőt keresnek ahhoz a versenyautóhoz, amelyet Pete a nagybátyjától, Jim Douglastól kapott. Útközben találkoznak Pacóval, egy árva fiúval, aki útba igazítja őket, de közben ellopja Davy pénztárcáját. Amikor a szerelőhöz érnek, Davy és Pete rájönnek, hogy az autó Herbie, de amikor rájönnek, hogy nincs náluk pénztárca, és úgy döntenek, hogy megkeresik Pacót.
Eközben három férfi, Quinn, Shepard és Prindle a dzsungelben elrejtett ősi prekolumbián leletek és arany után kutat, amelyeket el szeretnének adni, és amelyek képeit egy mikrofilmben tárolják, amelyeket a tárcájukba rejtenek, de Paco őket is kirabolja, és véletlenül a filmet egy másik tárcába teszi.
Egy idő után Davynek és Pete-nek sikerül visszaszerezniük a pénztárcájukat, így kifizetik az autót, Paco pedig, hogy elmeneküljön a másik három férfi elől, Herbie csomagtartójába bújik.
Davy és Pete kompra szállnak, hogy regisztrálják az autót a Brazil Nagydíjra. A hajón három új szereplővel találkoznak: Louise nénivel, egy kedves, egyszerű nővel; Melissával, Louise unokahúgával, aki egyszerű és nagyon komoly, és mindig vigyáz a dolgozataira; és Blythe parancsnokkal, a hajó kapitányával, aki nagyon szigorú és kényes.
Herbie egy olyan részlegbe kerül, ahol egy harmadosztályú szerelő, Armando Moccia dolgozik, akitől a kocsiban megbújó Paco ellopja a vacsoráját. Herbie megszökik, Armando pedig hívja a biztonságiakat, hogy elfogják az autót, amely menekülés közben nagy károkat okoz. Végül az autót megállítják, és Pacót elzárják, hogy visszavigyék szülővárosába; ehelyett az autót Blythe parancsnok lefoglalja, és végül a tengerbe dobja.
A hajó első kikötőjében Quinn és Prindle rátalálnak Pacóra, akik el akarják fogni, hogy visszaszerezzék a filmet, de Pacónak ismét sikerül megszöknie.
Paco megérkezik a partra, ahol megtalálja és megmenti Herbie-t. A fiú taxivá alakítja a Bogarat, hogy pénzt keressen, és soha többé ne lopjon senkitől, ám Herbie-t hirtelen Prindle és Quinn bekeríti, és arra kérik a fiút, hogy adja vissza a szűrőt, különben Quinn darabokra tépi Herbie-t. Paco azonban bevallja, hogy a szűrő Davy tárcájában landolt, és megígéri, hogy visszaszerzi.
Paco ezután felkeresi Pete-et és Davyt, akiktől bocsánatot kér a sok bajért, amit okozott nekik, de közben ismét ellopja Davy pénztárcáját. Paco úgy dönt, hogy nem adja vissza a szűrőt Prindle-nek és Quinnnek, és miközben menekül, Louise néni és Blythe parancsnok véletlenül felszáll a Bogárra, mert összetévesztik azt egy taxival.
Ezután mindhárman a Plaza de Toros-on rejtőznek el, ami egy bikaviadal-aréna, ahol szembeszállnak egy bikával, és legyőzik. Mindezek után Paco elszalad, Louise nénit és Blythe parancsnokot a bikaviadal-arénában hagyja, és felszedi őket Davy, Pete és Melissa, akik egy régi buszon üldözik Herbie-t.
Pacót elrabolja Prindle és Quinn, akik magukkal viszik Shepard repülőgépén, hogy végre visszaszerezzék a szűrőt.
Ezután Herbie egyedül maradva elmegy Pete-hez, Davyhez, Louise nénihez, Blythe parancsnokhoz és Melissához, és elkíséri őket Pacóhoz, aki időközben Quinnel, Sheparddal és Prindle-lel együtt megérkezik a dzsungelbe, hogy inka aranyat szerezzen. Pacót magukra hagyják a dzsungelben, és elszöknek az arannyal, amit azonban Herbie-nek sikerül visszaszereznie.
Másnap hárman ismét ellopják az aranyat, és egy kisrepülővel megpróbálnak elmenekülni; Herbie és Paco azonban üldözőbe veszi őket, és sikerül letartóztatni őket.
Herbie, Paco, Davy, Pete, Melissa, Blythe kapitány és Louise néni visszatér a hajóra, ahol tósztot mondanak egymásnak, és győzelmet kívánnak a Brazil Nagydíjon.

## Szereplők
| Színész         | Szerep               | Magyar hang               | Magyar hang          |
| Színész         | Szerep               | 1. szereposztás (eredeti) | 2. szereposztás (M1) |
| Színész         | Szerep               | 1987                      | ?                    |
| --------------- | -------------------- | ------------------------- | -------------------- |
| Louise néni     | Cloris Leachman      | Kállay Ilona              | Andai Györgyi        |
| D. J.           | Charles Martin Smith | Gyabronka József          | Kerekes József       |
| Prindle         | John Vernon          | Bács Ferenc               | Tolnai Miklós        |
| Pete            | Stephen W. Burns     | Sinkovits-Vitay András    | Csankó Zoltán        |
| Melissa         | Elyssa Davalos       | Balogh Erika              | Kiss Erika           |
| Paco            | Joaquin Garay III    | Alapi Gergely             | Gerő Gábor           |
| Blythe kapitány | Harvey Korman        | Haumann Péter             | Láng József          |
| Sheppard        | Richard Jaeckel      | TBA                       | Harsányi Gábor       |
| Quinn           | Alex Rocco           | TBA                       | Melis Gábor          |
| Fő utaskísérő   | Fritz Feld           | TBA                       | Buss Gyula           |
| Armando Moccia  | Vito Scotti          | TBA                       | Szersén Gyula        |

## Fordítás
Ez a szócikk részben vagy egészben  a   Herbie sbarca in Messico című olasz Wikipédia-szócikk fordításán alapul.  Az eredeti cikk szerkesztőit annak laptörténete sorolja fel. Ez a jelzés csupán a megfogalmazás eredetét és a szerzői jogokat jelzi, nem szolgál a cikkben szereplő információk forrásmegjelöléseként.